# 波洛努埃沃
波洛努埃沃是哥倫比亞的城鎮，位於該國西北部，由大西洋省負責管轄，距離首府巴蘭基亞27.5公里，面積73平方公里，海拔高度83米，2005年人口13,518。

## 外部連結
- （西班牙文） Gobernacion del Atlantico - Polonuevo
- （西班牙文） Polonuevo official website （页面存档备份，存于）

10°47′N 74°52′W / 10.783°N 74.867°W